# Natanael Petrus Ollén

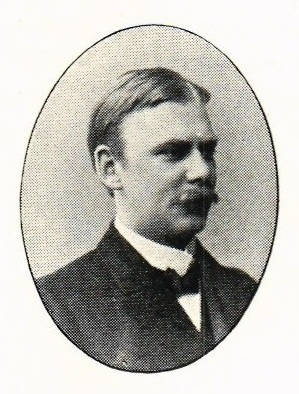
Natanael Petrus Ollén

Natanael Petrus Ollén, född 30 maj 1879 i Stockholm, död 1 november 1965, var en svensk folkpartistisk tidningsman. Hans far Per Ollén grundade tidningen Svenska Morgonbladet och Petrus Ollén började på tidningen direkt efter studentexamen 1897 medan han studerade på Uppsala universitet. Han avslutade universitetsstudierna 1904 och samma år blev han styrelseledamot och redaktör på Svenska Morgonbladet. Mellan åren 1906 och 1910 gav han ut tidningen Friska vindar. Han blev verkställande direktör på Svenska Morgonbladet 1910 och efterträddes av sin yngre bror, David Ollén, år 1917.
Parallellt med arbetet på Svenska Morgonbladet var han bland annat ordförande i frikyrkliga pressmannaföreningen, styrelseledamot i de kristna samfundens nykterhetsrörelse och medlem i Svenska missionförbundets bokförläggningskommitté och skrev böcker.